# Amnicola rhombostoma
Amnicola rhombostoma är en snäckart som beskrevs av F. G. Thompson 1968. Amnicola rhombostoma ingår i släktet Amnicola och familjen tusensnäckor. Inga underarter finns listade i Catalogue of Life.